# Curienne
Curienne ist eine französische Gemeinde mit 693 Einwohnern (Stand 1. Januar 2022) im Département Savoie in der Region Auvergne-Rhône-Alpes. Sie gehört zum Arrondissement Chambéry und zum Kanton Saint-Alban-Leysse. Die Bewohner werden Curiennais und Curiennaises genannt.

## Geographie
Curienne liegt auf 712 m, etwa sieben Kilometer östlich der Stadt Chambéry (Luftlinie). Das ehemalige Bauerndorf erstreckt sich im Westen des Département Savoie, im südlichen Teil des Massivs der Bauges, auf einem Hochplateau, das dem eigentlichen Gebirgsmassiv vorgelagert ist, hoch über dem Tal der Leysse.

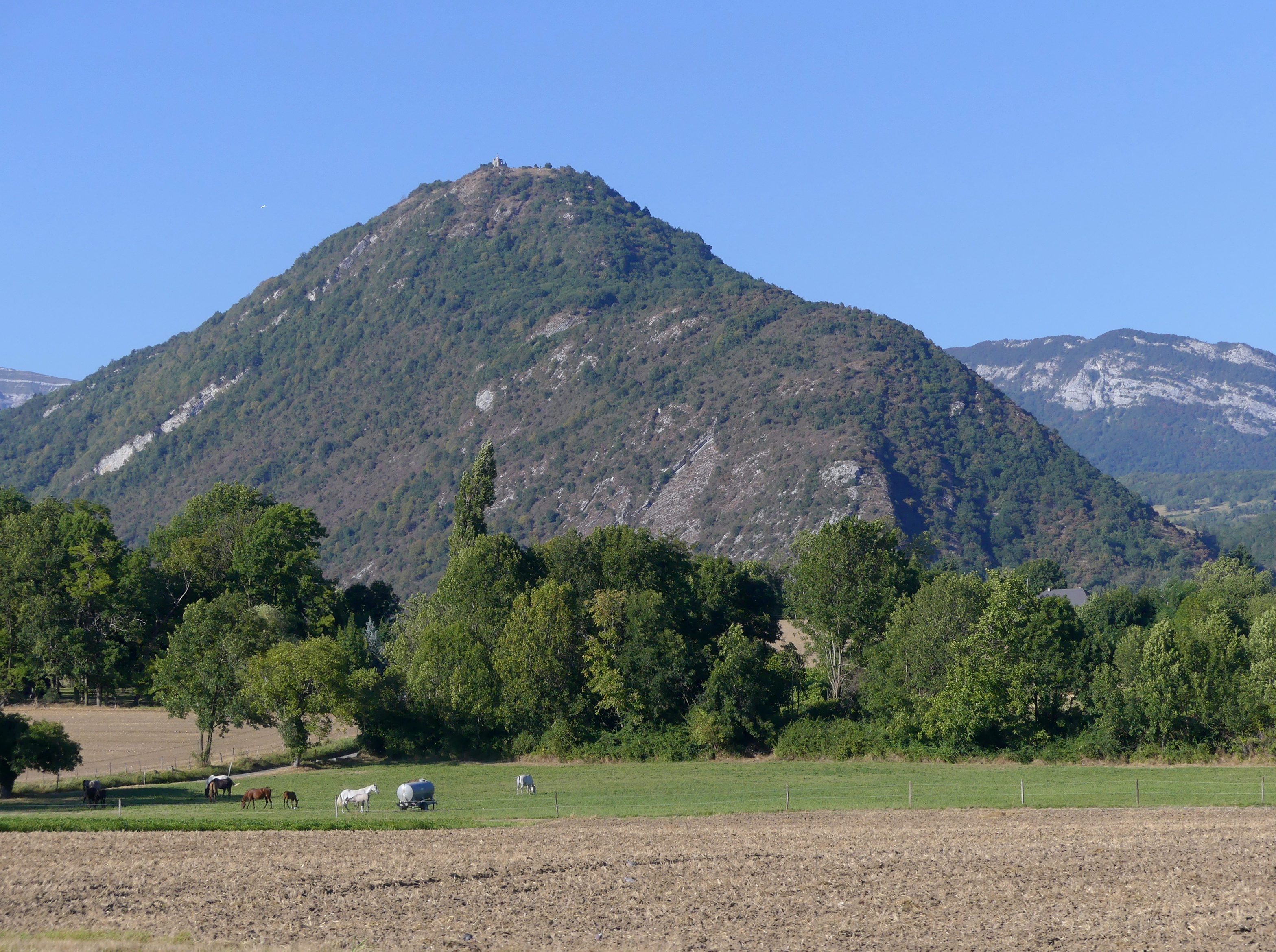
Mont Saint-Michel

Die Fläche des 8,55 km² großen Gemeindegebiets umfasst einen Abschnitt des Massivs der Bauges. Der zentrale Teil des Gebietes wird vom Plateau de la Leysse eingenommen, das durchschnittlich auf einer Höhe von rund 750 m liegt. Das Plateau wird im Süden vom Mont Saint-Michel (895 m) überragt. Es fällt gegen Westen steil zur Talsenke von Chambéry ab. Im Norden wird es vom tief eingeschnittenen Kerbtal der Leysse (Zufluss des Lac du Bourget) und im Osten vom Kerbtal ihres Seitenbaches Ruisseau de Ternèze eingefasst. Nach Süden erstreckt sich das Gemeindeareal über die Talmulde von Fornet bis auf den Berggrat des Sommet de Montgelas, auf dem mit 1300 m die höchste Erhebung von Curienne erreicht wird.
Zu Curienne gehören neben dem eigentlichen Ortskern auch verschiedene Weilersiedlungen und Gehöfte, darunter:
- Boyat (680 m) auf einem Sattel östlich des Mont Saint-Michel
- Fornet (600 m) in einer Talmulde zwischen Mont Saint-Michel und Sommet de Montgelas
- Montmerlet (840 m) auf der Nordostabdachung des Mont Saint-Michel

Nachbargemeinden von Curienne sind Saint-Jean-d’Arvey im Norden, Puygros und La Thuile im Osten, Chignin und Saint-Jeoire-Prieuré im Süden sowie Challes-les-Eaux und Barby im Westen. Die Gemeinde liegt innerhalb des Regionalen Naturparks Massif des Bauges (frz.: Parc naturel régional du Massif des Bauges).

## Geschichte
Die Pfarrei von Curienne wurde um 1100 zum ersten Mal schriftlich erwähnt als Coruana und später Corvenna. Bis 1973 gehörte die Gemeinde administrative zum Kanton Chambéry-Nord, danach wechselte sie zum neu gegründeten Kanton Saint-Alban-Leysse.

## Sehenswürdigkeiten
Die Dorfkirche Saint-Maurice wurde im 19. Jahrhundert im Stil der Neugotik erbaut, besitzt jedoch keinen Glockenturm. Auf dem Mont Saint-Michel, der eine beeindruckende Aussicht auf Chambéry und die umgebenden Bergketten bietet, steht die 1879 erbaute Kapelle Saint-Michel. Schon der Vorgängerbau, von dem die Fundamente noch sichtbar sind, diente als wichtiges Pilgerziel.

## Bevölkerung
| Jahr                       | 1962 | 1968 | 1975 | 1982 | 1990 | 1999 | 2007 | 2020 |
| Einwohner                  | 190  | 157  | 240  | 415  | 524  | 613  | 646  | 671  |
| Quellen: Cassini und INSEE |      |      |      |      |      |      |      |      |

Mit 693 Einwohnern (Stand 1. Januar 2022) gehört Curienne zu den kleinen Gemeinden des Département Savoie. Nachdem die Einwohnerzahl in der ersten Hälfte des 20. Jahrhunderts rückläufig war, wurde seit Beginn der 1970er Jahre dank der schönen Wohnlage wieder eine deutliche Bevölkerungszunahme verzeichnet.

## Wirtschaft und Infrastruktur

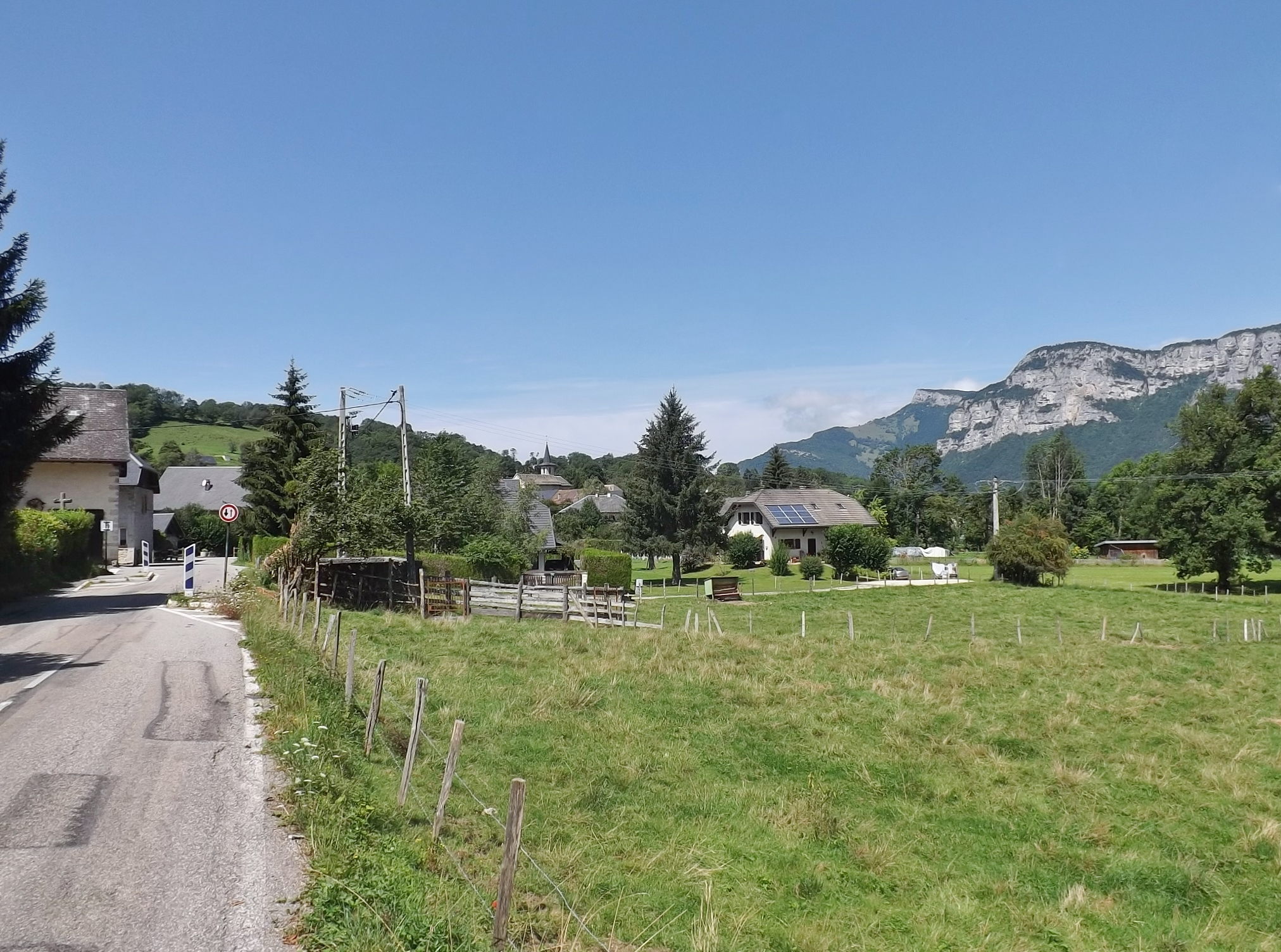
Der Dorfcharakter von Curienne

Curienne war bis weit ins 20. Jahrhundert hinein ein vorwiegend durch die Landwirtschaft, hauptsächlich Milchwirtschaft und Viehzucht, geprägtes Dorf. Daneben gibt es heute einige Betriebe des lokalen Kleingewerbes. Viele Erwerbstätige sind Wegpendler, die in den größeren Ortschaften der Umgebung, insbesondere im Raum Chambéry ihrer Arbeit nachgehen.
Die Ortschaft liegt abseits der größeren Durchgangsstraßen an einer Departementsstraße, die von Barby nach La Thuile führt. Weitere lokale Straßenverbindungen bestehen mit Saint-Jean-Prieuré und Puygros. Der nächste Anschluss an die Autobahn A43 befindet sich in einer Entfernung von rund 11 Kilometern.